# 岡本卓
岡本 卓（おかもと たかし、1960年 - ）は、日本の医学者、内科医。東京大学医学部助手、ハーヴァード大学医学部講師、オハイオ州立大学助教授、理化学研究所脳科学総合研究センターチームリーダー等を歴任。東京大学博士（医学）。

## 経歴
京都府出身。開成中学校・高等学校を経て1985年東京大学医学部医学科卒業。医学部の同期に中川恵一、和田秀樹等。
1985年に東京大学内科に入局。東京大学医学部附属病院内科、自治医科大学内科、順天堂大学呼吸器内科を経て、1991年東京大学医学部文部科学教官助手、1992年ハーヴァード大学医学部博士研究員、1995年同講師、1997年クリーブランドクリニック財団ラーナー研究所助教授兼オハイオ州立大学助教授。
1999年に理化学研究所脳科学総合研究センターチームリーダー就任。その後渡米してアルツハイマー病の研究に従事する。帰国後、デザイナー遺伝子に関するサンプルを無断で持ち出したとして米国から訴追される。背景にはアメリカのバイオテクノロジーに対する厳格な機密保持があるという。また、米国での上司との折合いの悪さがあるとも言われている。米国からの身柄引き渡しに対して日本国の法務省は拒否を回答し、現在に至っている。
2001年から北海道北見市端野町の医療法人ケイアイ オホーツク海病院勤務。同年東京大学博士（医学）の学位を取得。学位論文は「G蛋白質の活性化モチーフの同定」。2004年医療法人ケイアイ オホーツク海病院院長就任。現在(平成21年2月開業)、北海道北見市端野町愛し野駅前の愛し野内科クリニック院長である。2012年8月より、FMオホーツクで毎月1回の番組「岡本卓の最新医療情報」を担当した。